# Atisbo
Atisbo è una delle trentatré aree a governo locale (local government areas) in cui è suddiviso lo stato di Oyo (Nigeria), nella Repubblica Federale della Nigeria.
Si estende su una superficie di 2.997 km² e conta una popolazione di 110.792  abitanti.